# 長谷川智広
長谷川 智広（はせがわ ともひろ、1990年7月31日- ）は、日本の漫画家。神奈川県川崎市出身。血液型はAB型。

## 来歴
子供のころ、初めてゲームの『スーパーマリオワールド』をプレイして以降毎日マリオやウルトラマンの落書きをしており、また同時期に母親が購入した『スーパーマリオくん』7巻を読んだのをきっかけに（生まれて初めて読んだ漫画であった）左記の作品のパロディ漫画を描く様になり、その漫画を兄に楽しく読んでもらえたのをきっかけに、漫画家を志すようになった。
大学生のとき、『週刊少年ジャンプ』（集英社）の漫画賞、JUMPトレジャー新人漫画賞に投稿し、第35回（2010年5月期、審査員：秋本治）に「Kiss me, Apollo.」で最終候補。週刊少年ジャンプ編集部員の齊藤優が担当となる。その後、バトル漫画の連載を目指し、トレジャー新人漫画賞の受賞を目指す。しかし齊藤に「ギャグ以外まったくおもしろくない」と言われ、長谷川も齊藤が笑ってくれるのが嬉しくなり、ギャグ漫画家に転身した。
第46回（2011年4月期）JUMPトレジャー新人漫画賞（審査員：小畑健）に「獣剣Lovers」で佳作受賞。『週刊少年ジャンプ』公式ウェブサイト上にて作品が掲載される。
このころ、齊藤の担当で『ニセコイ』を連載していた古味直志の元でアシスタントを勤める。
『少年ジャンプNEXT!』（集英社）2012 WINTERに掲載された「恋のキューピッド 焼野原塵」でデビュー。『週刊少年ジャンプ』2012年36・37合併号に第8回金未来杯参加作として「恋のキューピッド 焼野原塵」を掲載。『週刊少年ジャンプ』2013年43号から2014年12号まで「恋のキューピッド 焼野原塵」を初連載。
『少年ジャンプNEXT!!』（集英社）2014 vol.4に「最終兵器コンちゃん」を掲載。『週刊少年ジャンプ』2016年46号から2018年14号まで「青春兵器ナンバーワン」を連載。
『週刊少年ジャンプ』2019年33号に「森林守護者モリキング」を掲載。『週刊少年ジャンプ』2020年20号から2021年7号まで「森林王者モリキング」を連載。

## 人物
子どもの頃は『コロコロコミック』（小学館）の単行本を読んでおり、『ONE PIECE』（尾田栄一郎）をきっかけに『ジャンプ』を読むようになった。そのため2017年時点で『ジャンプ』以外の雑誌をほとんど読んだことは無い。2011年ごろには『BLEACH』（久保帯人）に熱中していた。「ウルトラシリーズ』のファンを公言しており、著作に「人外の主人公が人間との交流の中で好感を抱くようになる」というコンセプトの作品が多いのもこの影響が大きいと語っている。
『大乱闘スマッシュブラザーズシリーズ』（任天堂）のプレイヤー。

## 作品リスト
- Kiss me, Apollo. - 読切。未掲載。第35回（2010年5月期）JUMPトレジャー新人漫画賞（審査員：秋本治）最終候補
- 獣剣Lovers - 読切。第46回（2011年4月期）JUMPトレジャー新人漫画賞（審査員：小畑健）佳作受賞作。ウェブ掲載
- 恋のキューピッド 焼野原塵
  - NEXT読切版 - デビュー作、読切47P。『少年ジャンプNEXT!』（集英社）2012 WINTER掲載
  - 本誌読切版 - 読切センターカラー47P。　第8回金未来杯参加作
  - 連載版 - 『週刊少年ジャンプ』2013年43号 - 2014年12号掲載
- 最終兵器コンちゃん - 読切47P。『少年ジャンプNEXT!!』（集英社）2014 vol.4
- 始末屋K - 読切47P。『週刊少年ジャンプ』2015年53号掲載
- 青春兵器ナンバーワン - 『週刊少年ジャンプ』2016年46号 - 2018年14号連載
- バイトリーダー鉄澤〜不撓の七日間〜 - 読切31P。『ジャンプGIGA』 2018 SUMMER vol.2
- BLEACHと僕 - 読切。『週刊少年ジャンプ』2018年33号、『少年ジャンプ+』（集英社）2018年7月20日掲載。実写映画「BLEACH」のレポート漫画
  - BLEACH 千年血戦篇と僕 - 読切。『少年ジャンプGIGA』2022年AUTUMN掲載[6]。テレビアニメ「BLEACH 千年血戦篇」の先行上映会のレポート漫画[6]
- 森林守護者モリキング 　- 読切47P。『週刊少年ジャンプ』2019年33号掲載
- 森林王者モリキング - 『週刊少年ジャンプ』2020年20号 - 2021年7号掲載
- 長谷川智広のデジタル作画奮闘記～アナログの申し子、デジタルに挑む〜　- 『少年ジャンプ+』2021年10月1日 - 2021年11月12日掲載[7]
- 長谷川智広の帰ってきたデジタル作画奮闘記〜アンリアルエンジン編〜 - 『少年ジャンプ+』2022年8月23日[8] - 2022年10月4日掲載
- 絶対作れる！YouTube 教室潜入記 - 『勉タメジャンプ』2023 SPRING[9] - 連載
- ジャンプと僕〜連載経験作家・長谷川智広、ジャンプのお金事情を知る〜 - 『週刊少年ジャンプ』2024年25号掲載[10]

## 関連人物
師匠
- 古味直志[11]
- 近藤信輔[12]

アシスタント仲間
- 屋宜知宏[12]

アシスタント
- 石山諒[13]
- 船津紳平[13]